# Kévin Soni
Kévin Soni, né le 17 avril 1998 à Douala, est un footballeur international camerounais qui évolue au poste d'attaquant.

## Biographie

### Carrière en club
Kévin Soni rejoint les Girondins de Bordeaux en 2014 après être passé par les centres de formation du Red Star et du Paris Saint-Germain. A 17 ans, il signe son premier contrat professionnel avec le club bordelais en 2015.
Le 21 janvier 2015, il fait ses débuts professionnels avec les Girondins lors d'une défaite 2-1 en Coupe de France contre le Paris Saint-Germain. Après quelques apparitions en Ligue 1 et en Ligue Europa, il est prêté au Pau FC lors de la saison 2016-17.
Il rejoint l'Espagne et le Girona Futbol Club la saison suivante. Évoluant dans un premier temps avec l'équipe B du club, le CF Peralada, Kévin fait ses débuts en Liga le 8 avril 2018 face à la Real Sociedad. Lors de la saison 2018-19 il fait des aller retour entre l'équipe réserve et l'équipe fanion avec laquelle il dispute 6 rencontres. Il est ensuite prêté successivement aux équipes B de l'Espanyol Barcelone, de Villarreal et du Celta Vigo.
Le 25 mars 2022, il honore sa première sélection en équipe du Cameroun en remplaçant Martin Hongla à la mi-temps du barrage aller de qualification à la Coupe du monde 2022 perdu 1-0 face à l'Algérie.

## Statistiques
| Saison                | Club                      | Championnat           | Championnat | Championnat | Coupe(s) nationale(s) | Coupe(s) nationale(s) | Compétition(s) continentale(s) | Compétition(s) continentale(s) | Compétition(s) continentale(s) | Total | Total |
| Saison                | Club                      | Division              | M.          | B.          | M.                    | B.                    | Comp.                          | M.                             | B.                             | M.    | B.    |
| 2014-2015             | Girondins de Bordeaux     | Ligue 1               | -           | -           | 1                     | 0                     | -                              | -                              | -                              | 1     | 0     |
| 2015-2016             | Girondins de Bordeaux     | Ligue 1               | 2           | 0           | 1                     | 0                     | C3                             | 1                              | 0                              | 4     | 0     |
| Sous-total            | Sous-total                | Sous-total            | 2           | 0           | 2                     | 0                     | -                              | 1                              | 0                              | 5     | 0     |
| 2015-2016             | Pau FC (prêt)             | National              | 15          | 3           | 1                     | 0                     | -                              | -                              | -                              | 16    | 3     |
| Sous-total            | Sous-total                | Sous-total            | 15          | 3           | 1                     | 0                     | -                              | 0                              | 0                              | 16    | 3     |
| 2017-2018             | CF Peralada               | Segunda División B    | 27          | 3           | -                     | -                     | -                              | -                              | -                              | 27    | 3     |
| 2018-2019             | CF Peralada               | Segunda División B    | 19          | 3           | -                     | -                     | -                              | -                              | -                              | 19    | 3     |
| Sous-total            | Sous-total                | Sous-total            | 46          | 6           | 0                     | 0                     | -                              | 0                              | 0                              | 46    | 6     |
| 2017-2018             | Girona CF                 | Liga                  | 2           | 0           | -                     | -                     | -                              | -                              | -                              | 2     | 0     |
| 2018-2019             | Girona CF                 | Liga                  | 5           | 0           | 1                     | 0                     | -                              | -                              | -                              | 6     | 0     |
| Sous-total            | Sous-total                | Sous-total            | 7           | 0           | 1                     | 0                     | -                              | 0                              | 0                              | 8     | 0     |
| 2019-2020             | Espanyol B (prêt)         | Segunda División B    | 18          | 3           | -                     | -                     | -                              | -                              | -                              | 18    | 3     |
| 2019-2020             | Espanyol Barcelone (prêt) | Liga                  | 1           | 0           | -                     | -                     | -                              | -                              | -                              | 1     | 0     |
| Sous-total            | Sous-total                | Sous-total            | 19          | 3           | 0                     | 0                     | -                              | 0                              | 0                              | 19    | 3     |
| 2020-2021             | Villareal B (prêt)        | Segunda División B    | 7           | 0           | -                     | -                     | -                              | -                              | -                              | 7     | 0     |
| Sous-total            | Sous-total                | Sous-total            | 7           | 0           | 0                     | 0                     | -                              | 0                              | 0                              | 7     | 0     |
| 2020-2021             | Celta Vigo B (prêt)       | Segunda División B    | 14          | 5           | -                     | -                     | -                              | -                              | -                              | 14    | 5     |
| Sous-total            | Sous-total                | Sous-total            | 14          | 5           | 0                     | 0                     | -                              | 0                              | 0                              | 14    | 5     |
| 2021-2022             | Asteras Tripolis          | Super League          | 24          | 6           | 1                     | 0                     | -                              | -                              | -                              | 25    | 6     |
| Sous-total            | Sous-total                | Sous-total            | 24          | 6           | 1                     | 0                     | -                              | 0                              | 0                              | 25    | 6     |
| Total sur la carrière | Total sur la carrière     | Total sur la carrière | 134         | 23          | 5                     | 0                     | -                              | 1                              | 0                              | 140   | 23    |